# 오스트레일리아악어
오스트레일리아악어(Australian crocodile)는 민물악어(Freshwater crocodile), 오스트레일리아민물악어(Australian freshwater crocodile), 존스톤악어(Johnstone's crocodile)로도 알려져 있으며, 오스트레일리아 북부 지역에 서식하는 악어의 일종이다. 훨씬 더 큰 오스트레일리아 친척인 바다악어와 달리 오스트레일리아악어는 자기 방어를 위해 물며, 신원을 잘못 파악한 결과 짧고 치명적이지 않은 공격이 발생했지만 식인종으로 알려져 있지 않다.

## 묘사
오스트레일리아악어는 비교적 작은 악어이다. 일반적으로 수컷은 수컷이 우성일 경우 총 길이(꼬리 포함)가 2.3~3.0m까지 자랄 수 있으며(길이 4m의 표본이 보고되었지만) 암컷은 최대 크기가 2.1m에 달한다. 수컷의 몸무게는 일반적으로 약 70kg이며 암컷의 몸무게는 40kg에 비해 최대 100kg 이상의 큰 표본이 있다. 아가일호와 캐서린 협곡과 같은 지역에는 확인된 소수의 4m 개체가 존재한다. 이 종은 수줍음이 많고 주둥이가 길고 이빨이 위험한 바다악어보다 약간 작다. 몸 색깔은 밝은 갈색이며 몸과 꼬리에 어두운 띠가 있다. 이 띠들은 목 근처에서 부러지는 경향이 있다. 일부 개체는 주둥이에 뚜렷한 띠나 얼룩이 있다. 몸통 비늘은 비교적 크고 등쪽에 넓고 밀착된 장갑판이 있다. 둥글고 자갈이 많은 비늘은 옆구리와 다리 바깥쪽을 덮는다.

## 분포 및 서식지
오스트레일리아악어는 웨스턴오스트레일리아주, 퀸즐랜드주, 노던 준주에서 발견되었다. 주요 서식지에는 민물 습지, 빌라봉, 강, 개울 등이다. 이 종은 바다악어가 살 수 없는 지역과 카카두 국립공원의 절벽 위, 매우 건조하고 바위가 많은 지역(캐서린 협곡과 같이 흔하고 건기에 바다악어로부터 비교적 안전한 곳)에 서식하는 것으로 알려져 있다. 그러나 이들은 여전히 강의 조수 간만 지역 근처에서 바다악어와 함께 서식하는 낮은 수준의 빌라봉에서 지속적으로 발견되었다.
2013년 5월, 사막 마을 버즈빌 근처의 강에서 정상 범위에서 남쪽으로 수백 킬로미터 떨어진 곳에서 오스트레일리아악어가 목격되었다. 지역 경비대는 수년간의 홍수로 인해 이 악어가 남쪽으로 떠내려갔거나 어린 시절에 버려졌을 수 있다고 제안했다.

## 행동생태학
바다악어와 경쟁이 치열하지만 바닷물에 잘 견디지 못한다.
올리브비단뱀에게 잡아먹히는 한 개체가 촬영되었는데, 약 5시간의 고군분투 끝에 굴복한 것으로 알려졌다.

### 번식
알은 오스트레일리아 건기 (보통 8월)에 구멍에 낳아 우기 초 (11월/12월)에 부화한다. 악어는 부화하는 동안 둥지를 방어하지 못한다. 부화하기 1일에서 5일 전부터 알 안에서 알을 낳기 시작한다. 이는 형제자매의 부화를 유도하고 동기화하며 성체가 둥지를 열도록 자극한다. 주어진 둥지를 여는 성체가 알을 낳은 암컷인지 알 수 없는 경우, 성체가 둥지에서 나올 때 성체는 알을 입 끝으로 하나씩 집어 물속으로 운반한다. 성체는 알을 씹거나 조작하여 알 껍질을 뚫는 데 도움을 줄 수도 있다.

### 먹이
야생에서 먹이를 먹는 오스트레일리아악어는 다양한 무척추동물과 척추동물의 먹이를 먹는다. 이러한 먹이에는 갑각류, 곤충, 거미, 물고기, 개구리, 거북이, 뱀, 새, 다양한 포유류가 포함될 수 있다. 곤충이 가장 흔한 먹이로 보이며 물고기가 그 뒤를 잇고 있다. 작은 먹이는 보통 악어가 얕은 물에 움직이지 않고 누워 물고기와 곤충이 가까운 범위에 오기를 기다렸다가 옆으로 잡히는 '앉아서 기다리는' 방법으로 얻을 수 있다. 그러나 왈라비나 물새와 같은 큰 먹이는 바다악어와 비슷한 방식으로 몰래 접근과 매복 공격을 받을 수 있다.

#### 소화 기관
악어의 이빨은 먹이를 포획하고 붙잡는 데 적합하며, 먹이는 씹지 않고 삼켜진다. 먹이는 비교적 삼키고 소화하기 쉽기 때문에 소화관은 짧다. 위에는 먹이를 갈아주는 근육질의 전어와 먹이에 효소가 작용하는 소화실이라는 두 가지 구획이 있다. 악어의 위는 다른 어떤 척추동물보다 비교적 산성을 띠고 있으며 먹이의 기계적 분해로 이어지는 능선을 포함하고 있다. 소화는 고온에서 더 빠른 속도로 이루어진다.

## 인간과의 관계
오스트레일리아악어는 잠재적인 먹잇감으로 인간을 공격하지는 않지만 고약한 공격을 가할 수 있다. 짧고 빠르게 버려진 공격이 발생했으며, 이는 잘못된 신원(인간의 일부를 일반적인 먹잇감으로 오인한 것)의 결과일 가능성이 높다. 악어를 만지거나 너무 가까이 접근했을 때 다른 공격도 자기 방어 차원에서 발생했다. 이 종에 의한 인명 피해는 없는 것으로 알려져 있다.